# Geezer Butler
Terence Michael Joseph „Geezer” Butler (n. 17 iulie 1949 în Aston, Birmingham, Anglia) a fost basistul și membru fondator al trupei heavy metal Black Sabbath. În prezent activează și în Heaven and Hell.